# جريس فريجي
الجُرَيس الفريجي (باللاتينية: Campanula phrygia) نوع نباتي ينتمي إلى جنس الجريس من الفصيلة الجريسية. سمي نسبة إلى منطقة فريجيا في الأناضول.

## الموئل والانتشار
موطنه بلاد الشام وتركيا وبعض مناطق البلقان.

## مرادفات للاسم العلمي
- (باللاتينية: Campanula bosniaca Murb.)
- (باللاتينية: Campanula phrygia f. velutina (Griseb.) Hayek)
- (باللاتينية: Campanula ramosissima Griseb. [Illegitimate])
- (باللاتينية: Campanula ramosissima var. velutina Griseb.)
- (باللاتينية: Campanula tillischii O.Schwarz)